# أنور بن عبد الله
أنور بين عبد الله (20 يونيو 1996 - ) هو لاعب كرة يد تونس في مركز ظهير ‏. شارك في بطولة العالم لكرة اليد للرجال 2017. ولعب مع  والنجم الرياضي الساحلي ‏.

## وصلات خارجية
- أنور بن عبد الله على موقع أوليمبيديا (الإنجليزية)